# Пьяцца-дель-Плебишито

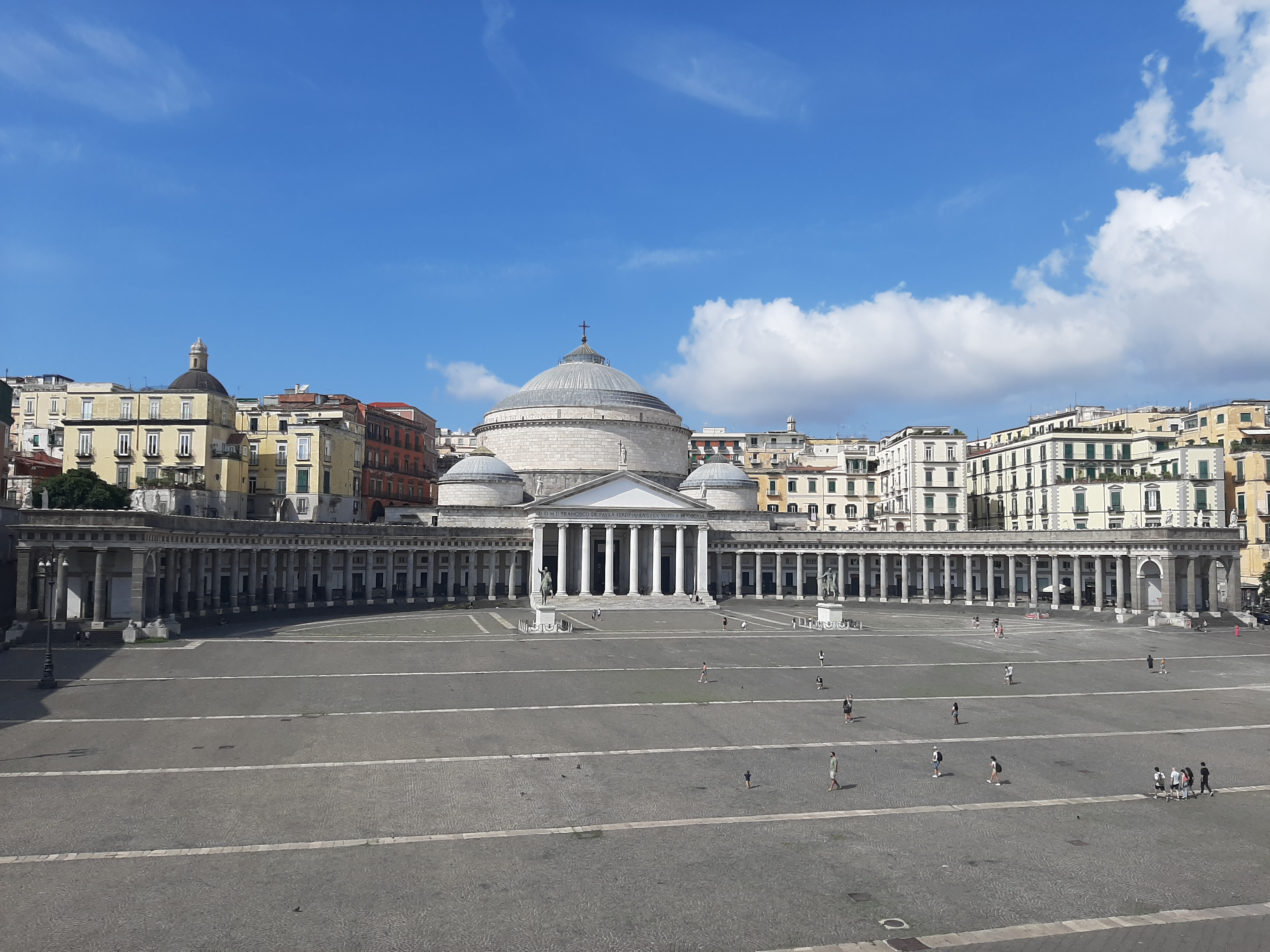
Церковь Святого Франциска из Паолы на площади Народных собраний (Плебишито)

Пьяцца-дель-Плебишито (итал. Piazza del Plebiscito) — самая большая площадь в Неаполе, сердце города. Здесь в античности стояли греческие городские стены и замок Луцилия. Площадь обрамлена Королевским дворцом (длина фасада — 169 м) и, с противоположной стороны, неоклассическим зданием церкви Святого Франциска из Паолы.

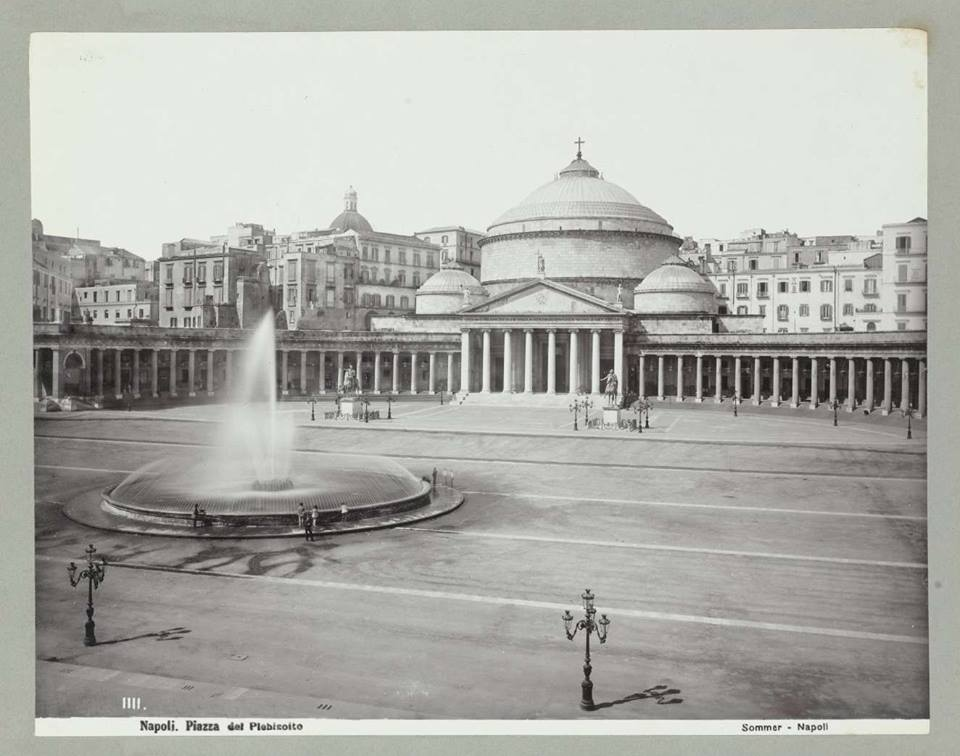
Площадь Пьяцца-дель-Плебишито в 1880е гг.

Работы по сооружению королевского дворца начал Доменико Фонтана, а закончил Ванвителли, устроивший ниши со статуями неаполитанских правителей. Церковь воздвигнута в 1817-46 годах по проекту Пьетро Бьянки и выделяется огромными крыльями с дорической колоннадой.
С двух других сторон площадь замкнута стилистически близкими постройками: палаццо Салерно и палаццо делла Префеттура. Дворец Салерно появился в 1775 году, несколько раз эту резиденцию министров бурбонского правительства (до 1825 г.) капитально перестраивали. Позднее его фасад был переделан в стиле Дворца префектуры, сооружённого в 1815 году зодчим Леопольдо Лаперута, вмонтировавшим в южный этаж кафе «Гамбринус». Площадь украшают также два конных памятника — Карлу III (скульптор — Антонио Канова) и Фердинанду I (Антонио Кали).
Замысел ансамбля принадлежал неаполитанскому королю, французу Мюрату, решившему создать Форум Мюрата (предполагалось вырыть в соседнем холме Пиццофальконе огромный амфитеатр). Однако после возвращения на трон Бурбонов планы Мюрата были отвергнуты, более того — базилика Св. Франциска была поставлена как символ реставрации легитимной династии.
Со временем площадь стала истинным центром Неаполя.